# Papklok

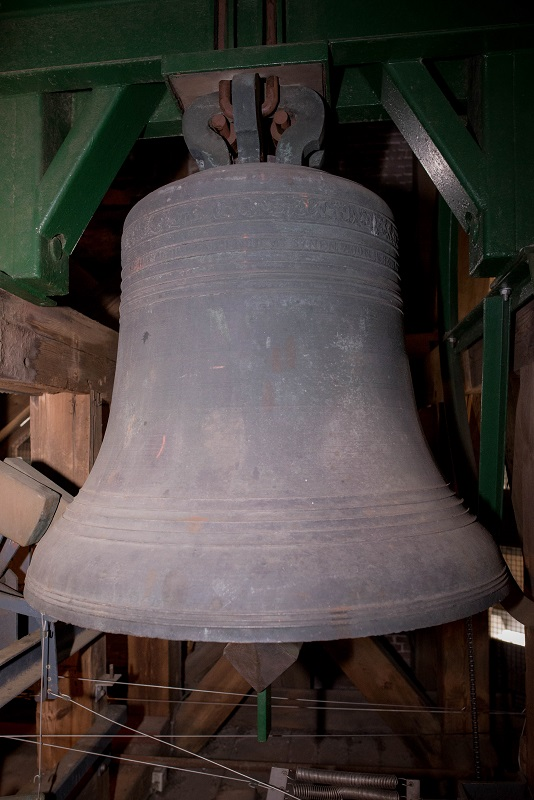
De papklok van de Grote of Sint Catharinakerk te Nijkerk

De papklok of poortersklok was in vroeger tijden de klok die men 's avonds luidde om het sluiten van de stadspoort aan te kondigen. Voor de landarbeiders was dat het teken om huiswaarts te keren en thuis een bord pap te eten alvorens te gaan slapen; vandaar de naam.
In sommige plaatsen wordt de papklok uit cultuur-historisch besef nog steeds geluid, zoals in Bredevoort, Doesburg, Lunteren, Terborg, Varsseveld, Zwartsluis, Enter, Putten, Zutphen, Culemborg en Delden. In Eenrum heet dezelfde klok de 'zoepenbrijklok' (zoepenbrij = karnemelksepap) en in Groningen werd gesproken van de 'bierklok'.